# تود هاسكينز
تود هاسكينز (بالإنجليزية: Todd Haskins)‏ هو لاعب كرة قدم أمريكي، ولد في 30 أغسطس 1972 في الولايات المتحدة. شارك مع منتخب الولايات المتحدة تحت 17 سنة لكرة القدم. أما مع النوادي، فقد لعب مع دي.سي. يونايتد.

## وصلات خارجية
- تود هاسكينز على موقع الاتحاد الدولي (مؤرشف)  (الإنجليزية)